# Die Nacht ist mein Feind
Die Nacht ist mein Feind (Originaltitel: Libel) ist ein britisches Gerichtsdrama von Anthony Asquith aus dem Jahr 1959 mit Dirk Bogarde und Olivia de Havilland.

## Handlung
Nachdem der britische Adelige Sir Mark Loddon ein Interview gegeben hat, behauptet der Kanadier Jeffrey Buckenham, dass er ein Hochstapler sei. Loddon, Buckenham und der Schauspieler Frank Welney waren zusammen aus einem Kriegsgefangenenlager entkommen. Der Adelige trug aus dem Krieg Gedächtnislücken davon. Als die Presse die Behauptung aufgreift, dass Sir Loddon in Wahrheit Frank Welney sei, drängt Lady Loddon ihren Mann, Buckenham wegen Verleumdung zu verklagen. Im Laufe des Prozesses verdichtet sich die Möglichkeit, dass Welney den echten Sir Loddon auf der Flucht ermordete und seine Identität annahm.

## Produktion
Die Nacht ist mein Feind ist eine Verfilmung eines Theaterstücks von Edward Wooll. Das Theaterstück war ab Dezember 1935 unter der Regie von Otto Preminger am Broadway aufgeführt worden.
Gedreht wurde unter anderem in dem Adelssitz Woburn Abbey in England.

## Rezeption
Der Filmdienst meint: 

„Dank listiger Regie- und Drehbuchtricks ein bis zum Schluß spannendes Drama, dessen Unglaubwürdigkeit man gern in Kauf nimmt.“

Bosley Crowther schrieb in der New York Times 1959, dass mit Ausnahme der von Dirk Bogarde gespielten Doppelrolle alle Personen in dem Film Stereotypen seien. Es habe dem Film nicht geholfen, dass die Handlung von der Zeit nach dem Ersten Weltkrieg in die Zeit nach dem Zweiten Weltkrieg verlegt worden sei. Die Handlung sei dadurch nicht moderner, sondern unglaubwürdiger geworden.
Variety meinte, dass es gelungen sei, ein fünfundzwanzig Jahre altes Theaterstück in einen stilvollen und tragenden Film umzuwandeln.

## Nominierung
- Oscar 1960: Nominierung von A. W. Watkins für den besten Ton[5]